# Décès en 1048
Décès
- 1044
- 1045
- 1046
- 1047
- 1048
- 1049
- 1050
- 1051
- 1052

Cette page dresse une liste de personnalités mortes au cours de l'année 1048 :
- 19 janvier : Jingzong, premier empereur de la dynastie des Xia occidentaux (Chine).
- 21 janvier : Poppon de Stavelot, moine bénédictin, abbé de Stavelot et proche conseiller de Henri II.
- 14 mars : Wang Ze (en), chef rebelle chinois.
- 1er juin : Minamoto no Yorinobu, samouraï, membre du puissant clan Minamoto.
- 7 juin : Bernon de Reichenau, abbé de Reichenau.
- 8 juillet : Wazon, prince-évêque de Liège et théologien.
- 14 juillet : Olbert de Gembloux, moine bénédictin, abbé de Gembloux.
- 9 août : Damase II, pape.
- 27 ou 28 août : Helgaud de Fleury, chroniqueur, moine à l'abbaye de Fleury.
- octobre : Abu Kalijar, Emad o-dîn Abu Kalijar ou Abû Kâlîjâr `Imâd ad-Dîn Marzubân ben Sultan ad-Dawla Abû Chajâ' , émir du Kermân et émir d'Irak.

- Cenn Fáelad Ua Cúill (en), poète irlandais.
- Dalmace Ier de Semur, noble français, seigneur de Semur-en-Brionnais.
- David Ier de Lorri, roi de Lorri.
- Geoffroi d'Angoulême, comte d'Angoulême.
- Grégoire VI, pape.
- Hugues IV de Nordgau, comte d'Eguisheim, de Nordgau et de Dabo.
- Ma Sui (en), militaire chinois.
- Rainulf Trincanocte, comte d'Aversa.
- Robert, évêque de Coutances puis de Lisieux.
- Siward, abbé d'Abingdon.
- Wipon, prêtre et lettré, chapelain de l'Empereur Konrad II.
- Zhang Qi (en), général chinois.

date incertaine
- Avant le 1er janvier 1049 soit en 1048 Raoul Glaber a rendu l'âme. Les scientifiques n'ont pas réussi à déterminer une date précise de sa mort à cause entre autres de son manque de poils.
- 13 décembre ou vers 1052 : Al-Biruni, ou Al-Bīrūnī, Afzal Muḥammad ibn Aḥmad Abū al-Reḥān, érudit khorezmien. Mathématicien, astronome, physicien, encyclopédiste, philosophe, astrologue, voyageur, historien, pharmacologue et précepteur, il contribue aux domaines des mathématiques, philosophie, médecine et des sciences. Il est connu pour avoir étudié la thèse de la rotation de la Terre autour de son axe et sa révolution autour du Soleil.

## Crédit d'auteurs
- Cet article est partiellement ou en totalité issu de l'article intitulé « 1048 » (voir la liste des auteurs).